# Генин, Михаил Михайлович
Михаил Михайлович Генин (1927—2003) — советский писатель-сатирик

, юморист

 и мыслитель, лауреат премии «Золотой телёнок» Литературной газеты, начал публиковать свои изречения с 1964 года в сатирическом журнале «Крокодил», с 1970 в «Московском комсомольце» и «Литературной газете», где стал одним из постоянных авторов «Клуба 12 стульев». Неоднократно участвовал в телепередачах «Вокруг смеха» и «Аншлаг». Его «Невечные мысли» переведены на немецкий и включены во многие антологии мировой афористики.

## Биография
Осиротев ещё маленьким ребёнком, он был отдан в Московскую военно-музыкальную школу. Во время Великой Отечественной войны он пытался сбежать на фронт. В 1945 году в числе юных барабанщиков участвовал в Параде Победы на Красной площади. После окончания войны закончил музыкальное училище им. Гнесиных по классу ударных инструментов, а затем философский факультет Московского университета. Однако снова вернулся к музыке и устроился на работу в оркестр Московского государственного цирка ударником.
В конце 60-х он начинает писать афоризмы, которые, по совету Юрия Никулина, посылает в газеты. Среди первых афоризмов Генина, ставшие классикой: «Чем хуже дорога, тем больше она пускает пыль в глаза» и «Правда всё равно всплывёт, но это не значит, что её нужно топить».
 «Я внимательно слежу за творчеством Миши Генина. Многое из написанного им мне представляется интересным. Часто его афоризмы оживают в моей памяти в различных жизненных ситуациях. Прочитал я как‑то одному нашему артисту Мишин афоризм: „Чувства — чувствами, а о жене тоже надо подумать“. „Юра, — отвечает тот, — это про меня! Клянусь, всё сделаю, что нужно!“. И — верите — не прошло и двух недель, как он женился. Вот как бывает…
Я очень люблю жанр афористики. К слову сказать, при всем различии цирковой репризы и афоризма, я нахожу в них много общего: краткость, меткость, точность слова, неожиданность поворота. В моей библиотеке рядом с книгами сатириков и юмористов стоят книги авторов, писавших афоризмы.

Жаль, что среди них нет хотя бы „карманной“ книжки афоризмов Миши Генина! Купил бы ее с удовольствием!» Юрий Никулин 
В 1976 году он удостаивается звания лауреата премии «Золотой телёнок» вручаемой «Клубом 12 стульев» «Литературной газеты».
Михаил Генин первым в СССР начинает выступать со сцены с читкой афоризмов и даже даёт сольные концерты от Бреста до Владивостока. С началом Перестройки он выступает в концертах вместе с авторами газеты «Московский комсомолец» и журнала «Огонёк».
«…вечера Михаила Генина мне напоминают некую школу. Люди приглашаются думать, учатся неодномерности мышления. Юмору, наконец, учатся. Это сложное занятие, оно требует и от самого учителя ума и такт.» Эдуард Графов
В 1983 году выходят переводы его афоризмов на немецкий язык, в разных изданиях, в том числе и в сборнике афоризмов советских авторов Samowahrheiten, выпущенном издательством «Уленшпигель».
В 1988 году фирмой Мелодия была выпущена виниловая пластинка «Дискотека смеха» с выступлениями Михаила Генина, Романа Карцева, Виктора Ильченко и Зиновия Гердта.
Полностью его «Невечные мысли» изданы отдельной книгой в Москве только в 1993 году.
 «Убежденно могу сказать, что Михаил Генин — один из самых видных и верных рыцарей Прекрасной Дамы, имя которой — Афористическая Мысль. Ей он посвятил свою жизнь, окончив для этого философский факультет МГУ, а затем много лет проработав… барабанщиком в оркестре цирка. Эти два основополагающих момента отразились в его творчестве: философия научилась делать головоломные трюки, цирковые репризы обрели философскую мудрость.»
 Григорий Горин

## Эмиграция в Германию
В 1995 году он переезжает в Мюнхен. Он принимает участие в фестивале Юморина в Кёльне и в концертах в Мюнхене.
В Антологии афоризмов мировой литературы (Reclam Bibliothek, 2009) имя Михаила Генина стоит наряду с именами Бэкона, Паскаля, Свифта, Лихтенберга, Гёте, Шлегеля, Шопенгауэра, Твена, Ницше, Уайльда, Шоу, Гофмансталя, Кафки. Его афоризмы в переводе на немецкий язык занимают видное место и на крупнейшем немецком сайте афористики.
В 2019 году издательством Рипол-Классик выпущена книга «Не давайте ему слова!..». В книгу вошли избранные афоризмы и миниатюры Михаила Генина, воспоминания о нём и отзывы о его творчестве Юрия Никулина, Владимира Войновича, Аркадия Хайта, Владимира Кунина, Игоря Иртеньева и др., его собственные воспоминания о военном детстве, беседа с Матвеем Ганапольским на «Эхе Москвы», рисунки Вагрича Бахчаняна и многое другое, а также неизвестные фотографии из семейного архива. Книга выложена в открытый доступ электронной библиотекой ImWerden.
Многие из высказываний Михаила Генина так часто цитировались, что превратились в поговорки.

## Семья
- Жена — Елена Шлегель
- Сын — Владимир Генин, пианист и композитор
- Дочь — Наталья Генина, поэт, переводчик, журналист.